# 太田市立南小学校
太田市立南小学校（おおたしりつ みなみしょうがっこう）は、群馬県太田市高林東町にある公立小学校。太田南小学校（おおたみなみしょうがっこう）とも呼ばれる。
校庭に桜の古木があり、春には美しい桜並木となる。17学級で、生徒数は500人弱である。

## 沿革
- 1947年（昭和22年）11月 - 仮校舎建築（5教室）。
- 1948年（昭和23年）
  - 4月 - 開校式。
  - 9月 - 第2次工事完成。
- 1949年（昭和24年）
  - 7月 - 第3次工事完成。
- 1950年（昭和25年）
  - 3月 - 校舎拡張。
  - 4月 - 第4次工事完成。
- 1951年（昭和26年）2月 - 第5次工事完成。
- 1952年（昭和27年）
  - 5月 - 水道工事。
  - 12月 - 排水工事。
- 1953年（昭和28年）10月 - 給食室竣工。
- 1956年（昭和31年）
  - 3月 - 校旗制定。
  - 6月 - 完全給食開始。
- 1957年（昭和32年）12月 - 創立10周年記念式典挙行、及び校歌制定。
- 1958年（昭和33年）
  - 8月 - 調理室改築。
  - 9月 - 玄関前花壇工事。
- 1962年（昭和37年）
  - 6月 - 第3校舎落成式。
  - 7月 - 温室工事。
- 1963年（昭和38年）8月 - 総合観察園工事。
- 1965年（昭和40年）
  - 6月 - 新給食室竣工。
  - 12月 - 国旗掲揚塔設立。
- 1967年（昭和42年）11月 - 高林歩道橋完成。同月、油庫工事。
- 1968年（昭和43年）11月 - ひょうたん山完成。同月、創立20周年記念式典挙行。
- 1970年（昭和45年）8月 - 肋木設置。
- 1972年（昭和47年）6月 - 的当て設置。
- 1973年（昭和48年）8月 - 学校無人化実施。
- 1974年（昭和49年）8月 - 臨海学校(出雲崎)開始。
- 1976年（昭和51年）3月 - 体育館完成。
- 1978年（昭和53年）
  - 3月 - 第2校舎完成。
  - 8月 - 25mプール完成。
  - 11月 - 創立30周年記念式典挙行し、記念碑建立。
- 1980年（昭和55年）3月 - 校庭整地。
- 1983年（昭和58年）3月 - 第1校舎完成。
- 1984年（昭和59年）8月 - 第8回全日本少年サッカー大会優勝（詳細は下述）。
- 1985年（昭和60年）
  - 7月 - 体育館便所水洗工事。
  - 8月 - 花壇工事。
- 1986年（昭和61年）8月 - 第3校舎塗装工事。
- 1987年（昭和62年）
  - 3月 - バックネット新設。同月、散水栓工事。
  - 時期不明 - 外柵工事（東・南一部）。
- 1988年（昭和63年）
  - 9月 - 2階渡り廊下完成。
  - 10月 - 創立40周年記念式典挙行。同月、小鳥小屋完成。	2階渡り廊下完成(9月)
- 1989年（平成元年）3月 - 野外便所完成。
- 1990年（平成2年）
  - 1月 - はんとう棒設置。
  - 時期不明 - 外柵工事（東・南一部）。
- 1991年（平成3年） - 焼却炉改修工事。外柵工事（西北部）。
- 1992年（平成4年）
  - 8月 - 校舎天井改修工事。同月、普通教室照明取替工事。
  - 12月 - 第2校舎1階トイレ改修工事。
- 1993年（平成5年）
  - 8月 - 普通教室テレビ取替工事。
  - 12月 - プール塗装修理。
- 1994年（平成6年）
  - 8月 - 校庭整地。
  - 11月 - 第3校舎大改修工事完成。
- 1995年（平成7年）11月 - 全国食生活改善表賞、ランチルーム。
- 1996年（平成8年）
  - 6月 - すべり台寄贈。
  - 8月 - ブランコ新設。
- 1998年（平成10年）
  - 3月 - 階段手すり設置。同月、平行棒新設。
  - 10月 - 創立50周年記念式典挙行。同月、観察池完成し、コンピュータルーム整備。
- 2002年（平成14年）3月 - 西外柵工事。同月、コンピュータ入れ替え。
- 2005年（平成17年）8月 - 第2校舎廊下天井改修。
- 2006年（平成18年）
  - 8月 - プールサイド排水用穴空け工事。
  - 12月 - 第2校舎1階トイレ改修。
- 2007年（平成19年）
  - 11月 - パソコン室のコンピュータ入れ替え。
  - 12月 - プール塗装工事。
- 2008年（平成20年）
  - 2月 - 職員用パソコン導入。
  - 11月 - 創立60周年記念式典挙行。
- 2009年（平成21年）
  - 6月 - 緊急連絡用メール配信システム導入。
  - 10月 - 第2校舎（南校舎）と第3校舎（西校舎）の耐震化工事。
- 2010年（平成22年）1月 - キッズISOフォースクール国際認定。
- 2011年（平成23年）
  - 2月 - 新体育館完成し、3月14日に完成記念式典挙行。
  - 3月 - 校庭整備工事。同月、ISO雨水タンク設置。
- 2012年（平成24年）3月 - ISO雨水タンク設置。
- 2013年（平成25年）
  - 3月 - 太陽光発電設備工事。
  - 8月 - 空調設備整備工事。
- 2016年（平成28年）
  - 1月 - うんてい新設。
  - 7月 - 給食室空調機設置。
  - 12月 - 砂場新設。
- 2017年（平成29年）
  - 1月 - 駐車場整備。
  - 8月 - 第2校舎3階床張り替え。
- 2018年（平成30年）
  - 8月 - 校庭的当て撤去。
  - 11月 - 創立70周年記念事業として、学習発表会と記念講演開催。
- 2019年（平成31年・令和元年）
  - 3月 - プール塗装修理。
  - 6月 - プール配管工事。
  - 8月 - 理科室にエアコン設置。
- 2020年（令和2年）6月 - 駐車場整備、第一校舎第二校舎外壁工事。
- 2021年（令和3年）
  - 3月 - 一人一台端末LAN工事。
  - 時期不明 - GIGAスクール構想関係整備（タブレット端末を全児童と教諭に配備、教室充電保管庫設置、教室Wi-Fiルーター設置）。
- 2022年（令和4年）4月 - ブランコ取替工事。

## その他
1984年（昭和59年）度にサッカー部が、第8回全日本少年サッカー大会優勝。

## 学区
高林東町、高林西町、高林南町、高林寿町、末広町、古戸町、南矢島町

## 学校周辺
- 国道407号
- 群馬銀行高林支店
- 南ふれあいセンター
- セブンイレブン太田市高林東町店

## アクセス
- 朝日自動車「KM61」・「KM62」の各系統で、「太田南小学校入口」バス停下車後、徒歩。
  - 東武鉄道太田駅（南口）から上述の路線バスで、9分～13分。
  - JR東日本・秩父鉄道熊谷駅（北口）から上述の路線バスで、29分～33分。